# Epping Ongar Railway

A Ferrovia Epping Ongar (em inglês:  Epping Ongar Railway) é uma ferrovia histórica inglesa. Ela corre pelos trilhos da antiga Great Eastern Railway e por uma desativada linha secundária da Central Line do Metropolitano de Londres. A linha vai da última estação da atual Central Line, Epping, até a antiga última estação, Ongar, com uma parada intermediária em North Weald. Ela foi reaberta em 2004, após ficar dez anos fechada por falta de demanda, porém desde janeiro de 2009 está fechada para reformas.
Operando aos domingos e feriados com trens da Classe 117 britânica, o serviço vai da estação Ongar até a Estação Coopersale Halt e é promovido por voluntários que cuidam da linha assim como dos trens. Já o terreno e a infraestrutura são da Epping Ongar Railway Ltd.

## Início do funcionamento
Em 1856 a Eastern Counties Railway construiu uma linha ferroviária entre Stratford e Loughton, e em 1865 foi feita uma extensão de apenas um trilho até Ongar, onde dos cinquenta trens que partiam diariamente de Londres a Loughton, quatorze chegavam até a estação final, Ongar.